# Nyctemera proprium
Nyctemera proprium är en fjärilsart som beskrevs av Swinhoe 1892. Nyctemera proprium ingår i släktet Nyctemera och familjen björnspinnare. Inga underarter finns listade i Catalogue of Life.